# Sant Esteve de Vilanova del Vallès
Sant Esteve de Vilanova del Vallès és una església del municipi de Vilanova del Vallès (Vallès Oriental) inclosa en l'Inventari del Patrimoni Arquitectònic de Catalunya. Actualment rep el nom de Santa Quitèria.

## Descripció
És un edifici d'una sola nau amb dos trams i coberta amb volta apuntada. A l'esquerra té dues capelles laterals cobertes amb volta de creueria i sostingudes per mènsules figurades. A la dreta hi ha la capella de la Mare de Déu i està formada per dos trams tancada per una cúpula amb llanternes. El cor té balustrada i la volta de sota és de llunetes.

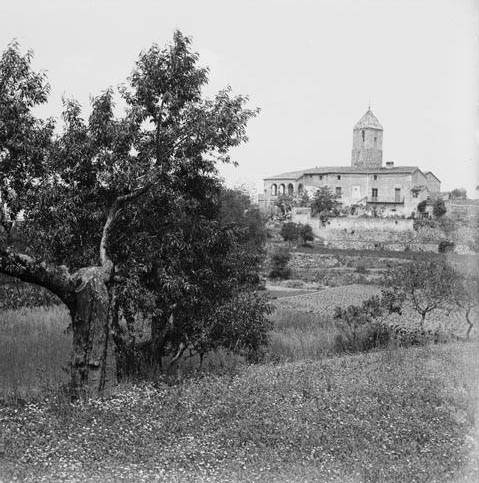
L'església de Santa Quitèria el 1907

El campanar és romànic llombard a la zona inferior i amb obertures d'arc apuntat a la zona superior, coronat per una balustrada de maó. La portada té dues pilastres amb capitells esqueixats i en el frontó hi ha una fornícula que aixopluga la imatge de Santa Quitèria i al seu damunt l'escut amb l'anagrama de Jesucrist i Maria i gravada la data de 1645. A la capella de la dreta hi ha el retaule de la Verge, realitzat el 1628 i daurat el 1648. La imatge central, de la verge del Roser, és moderna.

## Història
La parròquia està documentada per primera vegada en un testament de l'any 1006. A partir d'aquest moment comencem a tenir notícies seguides de la parròquia. Tot i que l'edifici actual és posterior, queden algunes restes del primitiu edifici romànic. L'any 1914 a l'enrajolar l'església es van trobar els fonaments de l'edifici antic amb capcer semicircular. El campanar té arcuacions llombardes, probablement del s. XVI o principis de l'altra. La capella de la dreta es va construir l'any 1614. El cor és del 1798. La portada té gravada la data del 1645. A la banda de fora hi ha restes que podrien correspondre a l'antiga portada.